# سیارک ۷۴۶

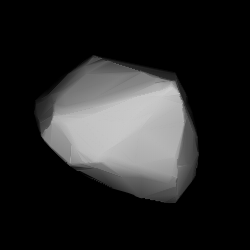
سیارک ۷۴۶

سیارک ۷۴۶ (به انگلیسی: 746 Marlu، نامگذاری:1913QY) هفتصد و چهل و ششمین سیارک کشف شده‌است که در ۱ مارس ۱۹۱۳ و در هایدلبرگ کشف شد.
قدر مطلق سیارک برابر ۱۰٫۰۰ است.